# Estadio Panathinaikó
El Estadio Panathinaikó, también conocido como el Kallimármaro (en griego Καλλιμάρμαρο, es decir, el "mármol hermoso"), es un estadio de atletismo en Atenas, Grecia, que acogió la primera edición de los Juegos Olímpicos Modernos en Atenas 1896. Reconstruido a partir de los restos de un antiguo estadio griego, el Panathinaikó es el único estadio importante en el mundo construido enteramente de mármol blanco (del Monte Pentélico) y uno de los estadios más antiguos del mundo.

## Historia
En tiempos antiguos fue utilizado para alojar la parte atlética de los Juegos de las Panateneas, en honor de la diosa Atenea. Durante la época clásica el estadio tenía asientos de madera. Fue reconstruido en mármol, por el Arconte Licurgo, en el año 329 a.C. y fue ampliado y renovado por Herodes Ático, en el año 140 d. C., con una capacidad de 50.000 asientos. Los restos de la antigua estructura fueron excavados y restaurados, con fondos proporcionados por Evangelis Zappas para el renacimiento de los Juegos Olímpicos. Evangelis Zappas patrocinó los Juegos Olímpicos que se celebraron en 1870 y 1875. El estadio fue renovado por segunda vez en 1895 para los Juegos Olímpicos de 1896, con financiamiento proporcionado para su finalización por el benefactor griego George Averoff (cuya estatua de mármol ahora está en la entrada), con base en diseños de los arquitectos Anastasios Metaxas y Ernst Ziller.

## Diseño
El estadio fue construido mucho antes de que las dimensiones de lugares de atletismo fueran estandarizadas y su trayectoria y su diseño siguen la horquilla como el antiguo modelo. Anteriormente podía albergar a unos 80.000 espectadores en sus 50 filas de gradas de mármol, actualmente tiene capacidad para 45.000 espectadores.

## Ubicación

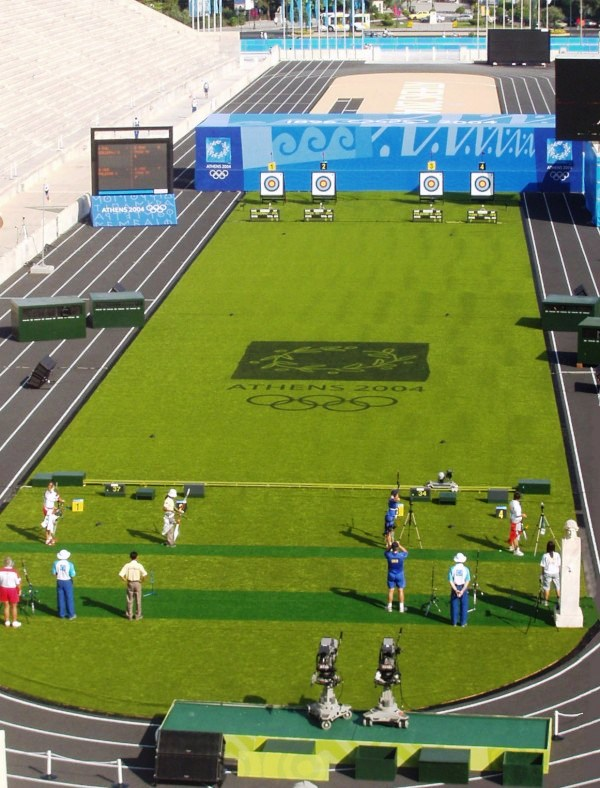
Competición de tiro con arco en el estadio durante los Juegos Olímpicos de 2004.

Se encuentra en el centro de Atenas, en el distrito de Pangrati al este del Jardín Nacional de Atenas y el Záppeion, al oeste del barrio residencial Pangrati y entre dos colinas cubiertas de pinos de Ardettos y Agra. Hasta la década de 1950, el Río Ilissos corrió frente a la entrada del estadio, y la primavera de Kallirrhoe, el santuario de Pankrates (héroe local) y cerca de lo que fue el gimnasio público Cinosargo.
La instalación deportiva se encuentra en la Avenida Vasileos Konstantinou, y adyacente a ella se encuentra el club de tenis de Atenas, la pista de atletismo Ethnikos, la piscina de la Federación, los restos del Templo Olímpico de Zeus, y la Puerta de Adriano.

## Eventos celebrados
En los últimos años, el estadio ha sido a menudo utilizado para honrar el regreso victorioso de los atletas griegos, sobre todo la selección de fútbol de Grecia, después de su victoria en la Eurocopa 2004 y la ceremonia de inauguración de los Campeonato Mundial de Atletismo de 1997, en un concepto por el compositor Vangelis.
En los Juegos Olímpicos de Atenas 2004, el Estadio Panathinaiko fue sede de la competencia de tiro con arco, y la final del maratón.

## Conciertos
En raras ocasiones, el estadio ha sido utilizado como un lugar para las actuaciones musicales. Entre los que se destacan están Bob Dylan, Depeche Mode, Tina Turner, Metallica, Black Sabbath y Sákis Rouvás.
Entre 1968 y 1973 acogió la Olimpíada de la Canción de Atenas.
En septiembre de 2008, el estadio fue sede de la fiesta de lanzamiento de MTV Grecia, con Real, REM y Gabriella Cilmi.
El 1 de julio de 2009, el artista Sakis Rouvas hizo historia, con un concierto benéfico con entradas agotadas, para el medio ambiente (coincidiendo con el primer día sin fumar en Grecia), con una audiencia de 50.000, la mayor audiencia de la historia en el estadio, para un evento musical y uno de los conciertos más grande de todos los tiempos, por un artista griego.

## Conmemoraciones
El estadio Panatenaico fue seleccionado como el motivo principal de la moneda de coleccionista de alto valor del euro, los 100 € griegos de la moneda conmemorativa del estadio Panatenaico, acuñada en 2003 para conmemorar los Juegos Olímpicos de 2004. En el anverso de la moneda, el estadio está representado. También fue utilizada para los Juegos Olímpicos de Pekín 2008.
| Predecesor: Ninguno | Estadio Olímpico: Atenas 1896 | Sucesor: Vélodrome de Vinncenes París 1900 |